# Francesc Casanovas i Tallardá
Francisco Casanovas Tallardà (Barcelona, 9 d'octubre de 1899 - Múrcia, 16 de desembre de 1986) fou un director d'orquestra, compositor, pedagog, clarinetista, saxofonista i flautista català.

## Biografia
Va nàixer a Barcelona el 9 d'octubre de 1899, a la plaça de Sant Joaquim de Sant Gervasi, fill de Jaume Casanovas, natural de Sant Cugat, i de Tomasa Tallardà, natural d'Horta.
Va cursar els primers estudis en el Conservatori del Gran Teatre del Liceu de Barcelona i Escola Municipal, estudiant harmonia i composició amb els mestres Joan Lamote de Grignon i Enric Morera, i especialitzant-se en l'estudi de flauta amb el professor Vila. Va tenir entre els seus companys de classe el després famós especialista en teoria musical Joaquim Zamacois. A quinze anys, en 1915, va debutar en el Gran Teatre del Liceu al costat del violinista Eduard Toldrà i la clavecinista polonesa Wanda Landowska, amb el Concert de Brandenburg núm. 5, de Johann Sebastian Bach. En l'intermedi de la dita actuació va interpretar algunes àries amb la soprano María Barrientos. En 1918 va debutar amb l'Orquestra del Gran Teatre del Liceu en el Palau de la Música. En 1919 va ingressar com a solista en l'acabada de crear Orquestra Pau Casals, després de ser escoltat personalment pel mateix violoncel·lista. Amb aquesta orquestra, Casanovas va actuar, entre d'altres, en el Teatre dels Camps Elisis de París, amb motiu dels Jocs Olímpics de 1924.
En 1925 va ser requerit per Eduard Granados Gal, fill del cèlebre compositor Enric Granados, per a interpretar amb el clarinet el famós solo de l'inici de la Rhapsody in Blue de George Gershwin; va ser la primera interpretació d'esta obra a Espanya. Cap a 1930 arriba a l'Índia per primera vegada, per a una gira de concerts amb la seua orquestra de jazz a la qual, a partir de 1936, incorpora el violoncel·lista Francesc Gabarró. Poc després és nomenat director del Conservatori de Música de Calcuta. La seua llarga etapa a l'Índia duraria 27 anys. Allí va fer amistat, entre d'altres, amb la mare Teresa de Calcuta, amb la família Mountbatten (últim virrei anglès de l'Índia), amb Pandit Nehru (primer ministre indi) i amb Mohandas Gandhi. Però, potser, amb qui va mantenir una amistat més estreta va ser amb Mehli Mehta (pare del director d'orquestra Zubin Mehta, de qui va ser professor de música), que havia fundat l'Orquestra Simfònica de Bombai, de la que era el seu director i concertino. La fructífera col·laboració musical amb Mehli Mehta va culminar en 1952 amb la gira de concerts que va oferir el violinista Yehudi Menuhin a l'Índia. Aquest va actuar amb les orquestres de Bombai i Calcuta per diferents ciutats del país. El concertino era Mehli Mehta, i el director d'orquestra, Francesc Casanovas. També va col·laborar a l'Índia amb el premi Nobel de Literatura Rabindranath Tagore; així, mentre l'Himne de l'Índia és de Tagore, l'harmonització és de Casanovas. Va obtenir el Primer Premi i Botó d'Or de saxofon (instrument que havia après de forma autodidàctica a París) en l'última edició del Concurs Internacional d'Interpretació organitzat per la casa Columbia de Nova York, en 1948, amb la seua obra Guajiras para saxofón y piano. Arriba a ser director de l'Orquestra Simfònica de Jazz de Nova York.
Casanovas va deixar l'Índia definitivament en 1956, i va anar a Gran Bretanya on va romandre alguns anys. En 1959 va tornar a Barcelona, on va ser invitat a dirigir les millors orquestres de la ciutat catalana (Orquestra de Cambra, Orquestra Simfònica i l'Orquestra Simfònica de Jazz). Davall la seua experta batuta han actuat artistes de la categoria de Benno Moiseiwitsch, Yehudi Menuhin, Gaspar Cassadó i Mehli Mehta. Entre 1959 i 1967, s'instal·la a Tarragona i dirigeix la banda de música i la Societat Musical La Lira Ampostina, i també crea, en la mateixa ciutat, l'Orquestra de Cambra i l'Orfeó Ocells de Montsià. Va compondre, entre altres obres, l'himne de l'entitat. Cap a 1965, i a través d'un amic comú, el guitarrista Narciso Yepes, entaula amistat amb el director d'orquestra rus Igor Markevich, primer director titular de l'Orquestra Simfònica de Radiotelevisió Espanyola.
Després de la seua etapa a Amposta, va viatjar a València, on va dirigir l'Orquestra Municipal; així mateix, es va fer càrrec, des de 1967 a 1969, de la direcció de la banda de música i de l'acadèmia de la Unió Musical de Llíria. El 5 de desembre de 1969, l'entitat li imposa la seua insígnia d'or «per la seua extraordinària labor», segons resa el programa que s'edita a aquest efecte.
En 1970 va arribar a Torrevella on es va fer càrrec del lloc de director de la Unión Musical Torrevejense i de la seua acadèmia musical. Durant més de dotze anys va formar a una generació de músics, molts dels quals ocupen actualment llocs destacats en el panorama musical valencià i estatal. Va morir el 16 de desembre de 1986 a Múrcia.

## Obra
Com a compositor, mereixen especial menció les seues obres:
- Obertura sobre temes indis
- Poemes simfònics: Ellen's vision, Legend, Perfume de oriente i Rapsòdia cèltica
- Simfonia en re «Cronològica»
- Concert en re major per a flauta i orquestra (avui desgraciadament desaparegut)
- Rapsòdia per a violí i orquestra de cordes
- Concert fugal en la menor per a orquestra
- La gata i el belitre (dedicada a Narciso Yepes)

## Reconeixements
Actualment dues ciutats, Torrevella i Amposta, han dedicat carrers al mestre. A més a més, porten el seu nom el Conservatori de Torrevella i un cor de la mateixa ciutat.